# Feliks Michalski
Feliks Michalski (ur. 29 grudnia 1898 w Szerokiej, zm. 1 września 1939 w Krywałdzie) – żołnierz Wojska Polskiego, polski działacz niepodległościowy na Śląsku, uczestnik III powstania śląskiego.

## Życiorys
Michalski urodził się 29 grudnia 1898 roku w Szerokiej w domu Franciszka i Zofii z d. Szemoszka. Miał braci Franciszka (ur. 1897) i Ryszarda (ur. 1903). Michalski ukończył szkołę ludową i rolniczą.
W maju 1917 roku został wcielony do Armii Cesarstwa Niemieckiego. Do września służył w 21. Pułku Artylerii Ciężkiej, po czym trafił na front wschodni, gdzie przebywał do grudnia. Po miesiącu znalazł się na froncie zachodnim we Francji. We wrześniu 1918 roku został wzięty do niewoli angielskiej.
W kwietniu 1919 roku zgłosił się do Armii Polskiej we Francji i został wcielony do 2 Pułku Artylerii Polowej. W maju powrócił do kraju i uczestniczył w wojnie polsko-ukraińskiej, od czerwca do lutego 1920 roku pełnił służbę na granicy górnośląskiej, a następnie przebywał do kwietnia 1920 na froncie pomorskim, gdzie brał udział w odzyskaniu Pomorza Wschodniego. Kolejno walczył do czerwca w wojnie polsko-bolszewickiej, podczas której był hospitalizowany w wyniku zachorowania na dyzenterię. Szpital opuścił w sierpniu, po czym wznowił służbę w 11 Pułku Kresowym Artylerii Polowej.
Michalski został zwolniony z wojska 8 listopada i wrócił na Górny Śląsk, gdzie wstąpił do Polskiej Organizacji Wojskowej. Brał udział w III powstaniu śląskim i dowodził III batalionem 13 Żorskiego Pułku Piechoty.
Po zakończeniu powstania pracował jako strażnik graniczny na odcinku Krywałd–Knurów–Nieborowice oraz w fabryce materiałów wybuchowych Lignoza SA. Od 1935 roku prowadził restaurację „Kasino” w Krywałdzie, zaś rok później był dzierżawcą miejscowego kasyna, gdzie odbywały się spotkania Związku Powstańców Śląskich.
W sierpniu 1939 roku został dowódcą 1. kompanii II batalionu Ochotniczych Oddziałów Powstańczych, który bronił linii granicznej na odcinku Wilcza–Knurów przed wojskami niemieckimi. Michalski zginął 1 września 1939 roku w wyniku postrzelenia w brzuch przez niemieckiego żołnierza. Jechał wówczas na rowerze do szkoły w Krywałdzie z rozkazami kontynuacji walk.

## Ordery i odznaczenia
- Krzyż Walecznych[5][2]
- Medal Niepodległości (16 marca 1937)[7]
- Srebrny Krzyż Zasługi (10 listopada 1933)[8]
- Krzyż na Śląskiej Wstędze Waleczności i Zasługi[5][2]
- Medal Pamiątkowy za Wojnę 1918–1921[5][2]
- Gwiazda Górnośląska[5][2]

## Upamiętnienia
3 września 2004 roku został przed frontem Zespołu Szkolno–Przedszkolnego w Krywałdzie odsłonięty obelisk upamiętniający Michalskiego. Feliks Michalski jest jednocześnie patronem tejże placówki. W 2009 roku Izba Tradycji wydała pocztówkę z wizerunkiem Michalskiego w ramach projektu „Knurowskie sacrum, zabytki, muzea”. Publikacja była stylizowana na oprawione stare zdjęcie, zaś na odwrocie znajdował się życiorys i zasługi dla miasta. W uznaniu za zasługi dla Knurowa, jego imieniem nazwaną jedną z ulic miasta. Nazwisko Michalskiego zostało umieszczone na Pomniku Powstańców Śląskich.
Na jego cześć nazwano również harcerską wiatę ogniskową przy ul. Feliksa Michalskiego 27 (za Miejską Szkołą podstawową nr 3 im. Feliksa Michalskiego) – „Feliksówka”.

## Życie prywatne
Michalski był w związku małżeńskim z Małgorzatą Rozalią z d. Kaczmarczyk (ur. 1906), z którą wziął ślub w 1926 roku. Miał z nią troje dzieci: Stefana (ur. 1927), Marię (ur. 1933) i Feliksa (ur. 1939). Jest dziadkiem Adama Ramsa.